# Axel Scheffler
Axel Scheffler, född 1957, är en tysk illustratör och animatör. Scheffler är främst känd som illustratör till Julia Donaldsons barnböcker.